# Richard Rosser
Pour les articles homonymes, voir Rosser (homonymie).
Richard Andrew Rosser, baron Rosser, né le 5 octobre 1944 et mort le 10 avril 2024, est un dirigeant syndical britannique et homme politique travailliste, siégeant à la Chambre des lords.

## Biographie

### Carrière syndicale
Initialement employé par London Transport, Richard Rosser rejoint le personnel de la Transport Salaried Staffs’ Association (TSSA) au début de sa carrière, représentant les cols blancs de London Transport dans les négociations avec la direction. Il gravit les échelons de la TSSA pour devenir secrétaire général adjoint (l'un des deux à l'époque), et en 1989, il est élu secrétaire général du syndicat. Rosser est réélu deux fois, servant un total de quinze ans en fonction avant sa retraite en 2004 — un record seulement précédé par les trente ans (1906-1936) en poste d'Alexander Walkden.
Pendant son séjour à la TSSA, Rosser est également magistrat et président du Comité exécutif national du Parti travailliste en 1997-1998.

### Activité politique
Richard Rosser est le candidat travailliste pour Croydon Central aux élections générales de février 1974, mais n'est pas élu.
Après sa retraite de la TSSA, il est créé pair à vie le 14 juin 2004 en tant que baron Rosser, d'Ickenham dans le London Borough of Hillingdon, prenant son siège à la Chambre des lords sur les bancs du Parti travailliste à l'été 2004. En plus des questions de transport, il s'intéresse à la politique pénale, étant président du comité d'audit de l'administration pénitentiaire et membre non exécutif du comité du programme de changement de l'administration pénitentiaire.